# Musée de l'or du Pérou et des armes du monde
Le Musée de l'or du Pérou et des armes du monde est un musée péruvien, situé à Lima dans le quartier de Santiago de Surco.
Dans les années 1960, Miguel Mujica Gallo - homme d'affaires et diplomate péruvien - a utilisé sa collection privée, réunie tout au long de sa vie, pour ouvrir ce musée.

## Histoire
Le "Musée de l'or du Pérou et des armes du monde" a été offert à l'état péruvien par Gallo et est maintenant administré par la Fondation Miguel Mujica Gallo, qui est actuellement dirigée par Victoria Mujica Diez Canseco.
En constituant sa collection, Miguel Mujica Gallo a dans un premier temps empêché l'exportation de ces précieux joyaux ou leur disparition dans les mains de revendeurs sans scrupule ou leur dispersion après sa mort. En en faisant ensuite don à son pays il a évité la perte définitive de cet héritage culturel inestimable.
Controverse : Au début des années 2000, des accusations ont été portées selon lesquelles la grande majorité des pièces d'or du musée étaient fausses. La BBC a rapporté que « l'Institut de défense des consommateurs a examiné 4257 artéfacts du Musée péruvien de l'or et a conclu qu'ils étaient faux sans l'ombre d'un doute ».

## Collections
Le musée se trouve dans un bâtiment en béton armé de deux étages auquel on accède par une entrée de style voûte. L'entrée aux salles qui contiennent la collection d'objets en métal précieux se fait par un hall sécurisé à la manière d'un grand coffre-fort de banque.

### L'or du Pérou
L'acquisition par Gallo de près de huit mille artéfacts, dont la plupart sont le produit des sites archéologiques de la côte nord du Pérou, a été inspirée par son admiration pour l'histoire péruvienne. Il voulait laisser un héritage à son pays en hommage aux péruviens de l'ère précolombienne. La collection est évaluée à plus de 10 millions de dollars.
Dans ses multiples manifestations, la collection contient des objets en métaux précieux comme l'or, l'argent et le platine, divers textiles, des céramiques, des fardeaux funéraires (momies) et d'autres objets précieux. Elle donne une idée générale de ce que les Espagnols ont trouvé lorsqu'ils sont arrivés en Amérique du Sud.
Les œuvres ont été trouvées pour la plupart à l'époque républicaine et acquises à l'époque. Elles démontrent l'avance technologique dans la métallurgie, acquise par ces cultures disparues, mais aussi leurs coutumes, leurs croyances et leur vie.
L'or et l'argent sont omniprésents dans le symbolisme religieux et magique complexe des cultures péruviennes. Pour les civilisations pré-incas, ces métaux représentaient la dualité soleil-lune, jour-nuit, homme-femme.
Quatre cultures pré-incas se distinguent au plus haut niveau de l'orfèvrerie. Ce sont les civilisations Vicus, Moche, Sicán et Chimú qui se développèrent sur la côte nord du Pérou. L'Empire Inca était le plus riche en possession d'objets métalliques en or et en argent et leur qualité et leur fini étaient encore meilleurs que ceux de ses prédécesseurs. Les anciens Péruviens avaient développé des techniques inconnues des Européens de l'époque, comme l'ajout de couleur à des surfaces métalliques, le placage doré ou argenté. Le platine était même un métal inconnu en Europe avant 1557.
Dans l'Empire Inca, le dieu Soleil Inti représentait la souveraineté sur le plan divin et Mama Quilla la déesse de la lune, était l'épouse d'Inti. Dans le Temple du Soleil, un ordre de prêtresses l'adorait.
Victoria Mujica, se référant à des documents historiques trouvés dans les Archives générales des Indes, en cite un qui dit :

« Dans le magnifique temple de Koricancha (à Cusco) se trouvait un disque d'or massif de la taille d'une roue de chariot représentant le dieu du soleil, une figure humaine de taille réelle, des idoles dorées avec des lamas en or et en argent grandeur nature et plusieurs plaques métalliques couvrant les murs du temple. »

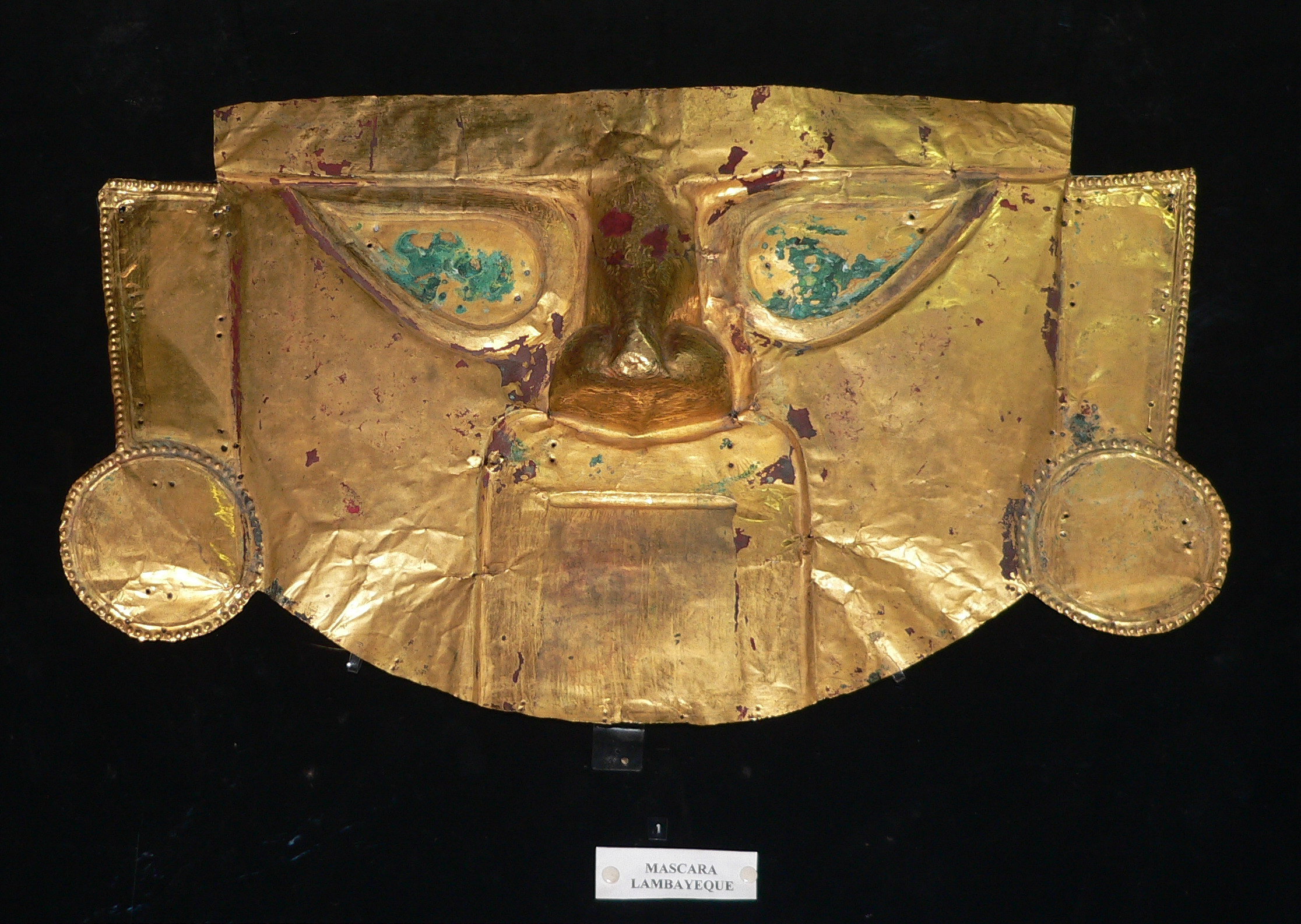
Masque d'or de la culture Lambayeque.
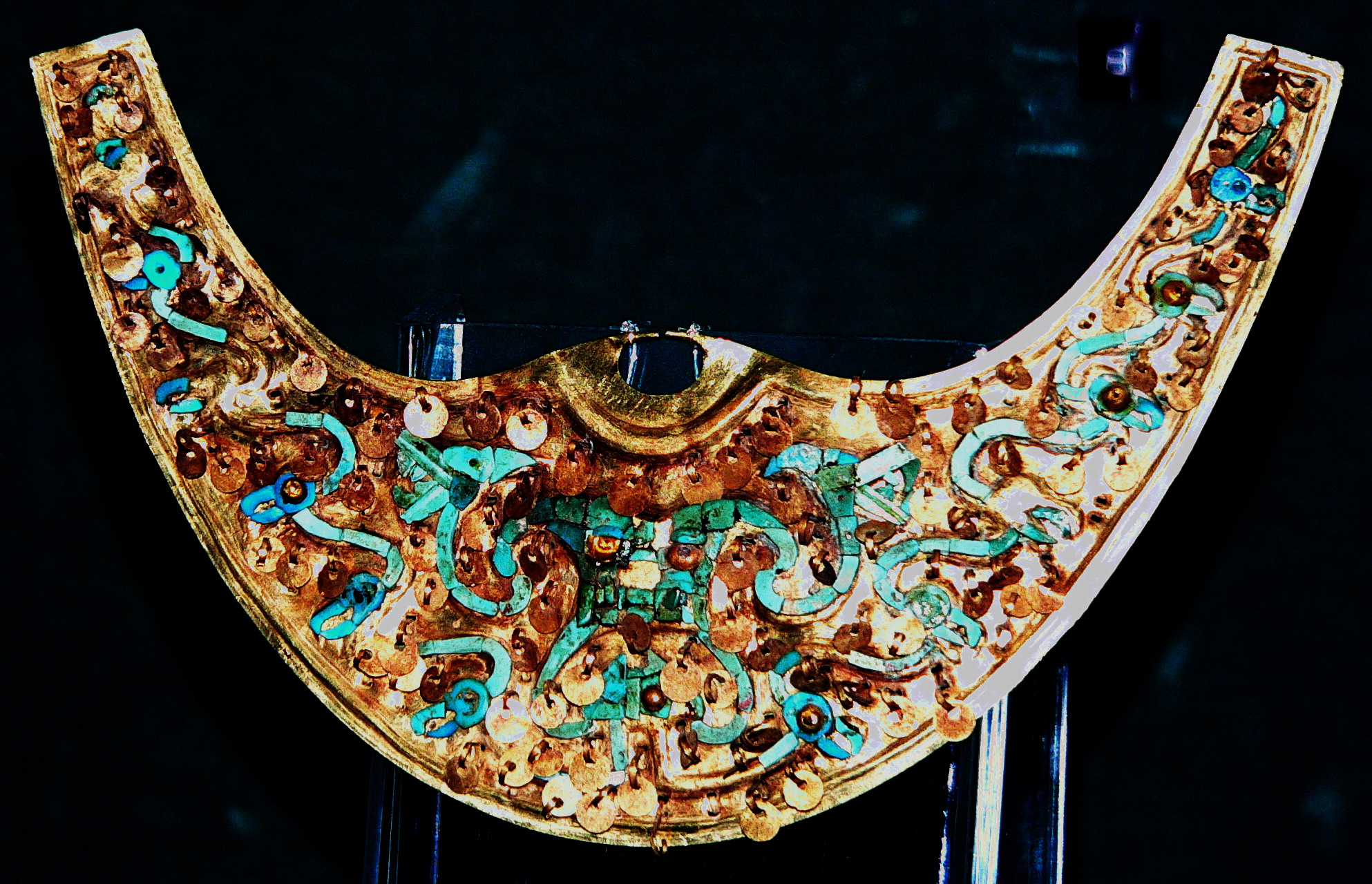
Cercle nasal de la culture Moche.
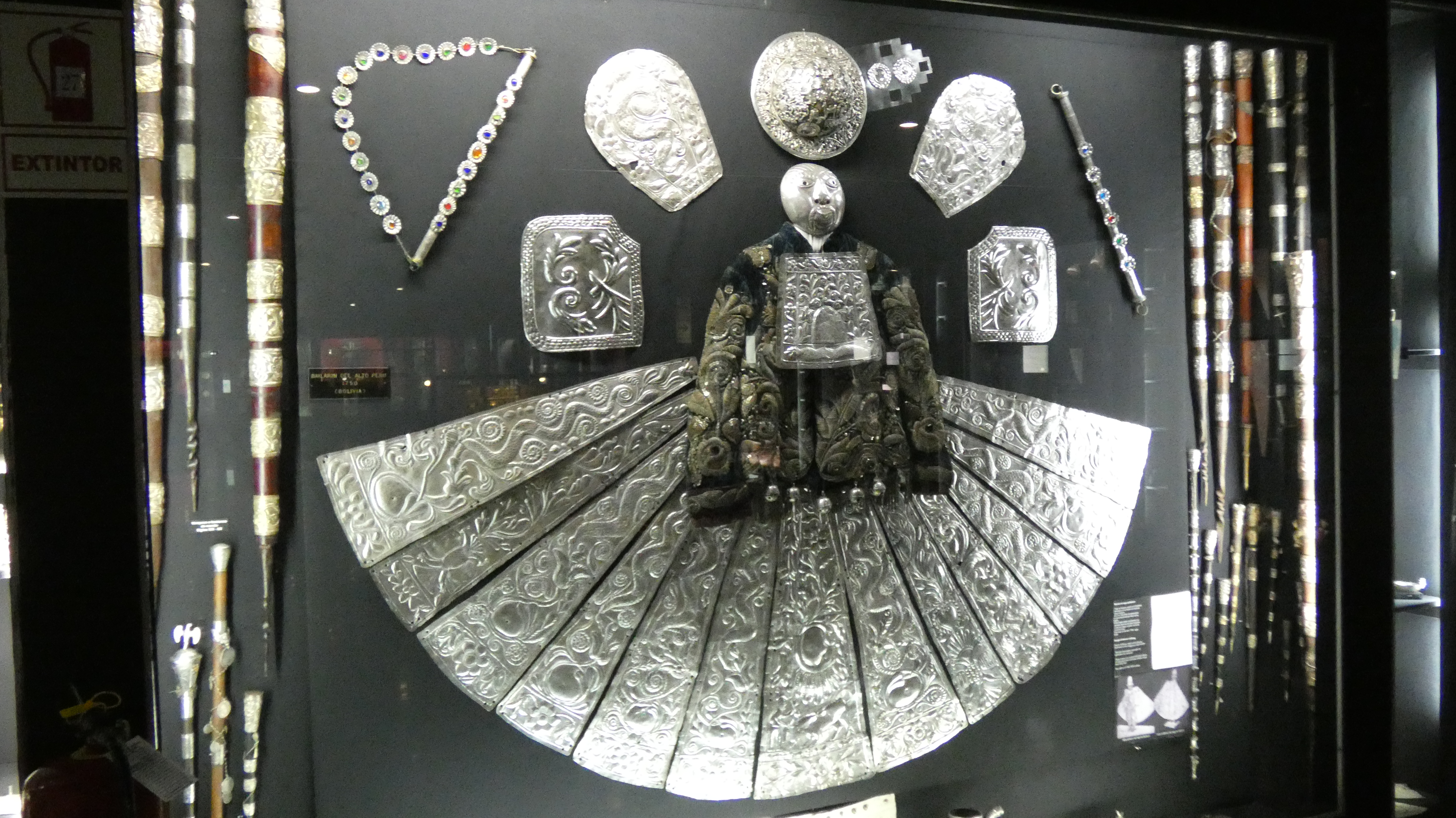
Parure en argent.
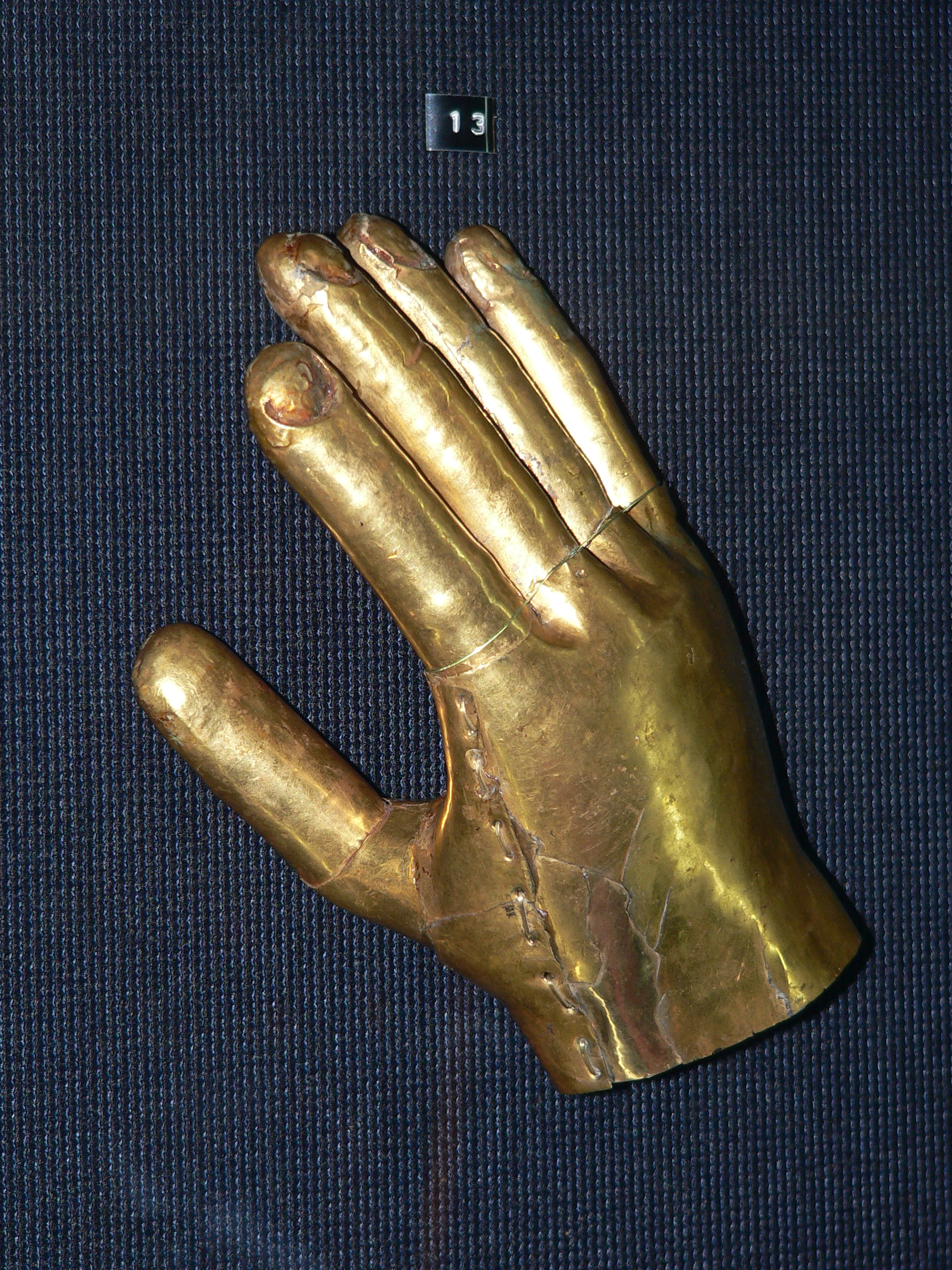
Gant d'or de la culture Lambayeque.
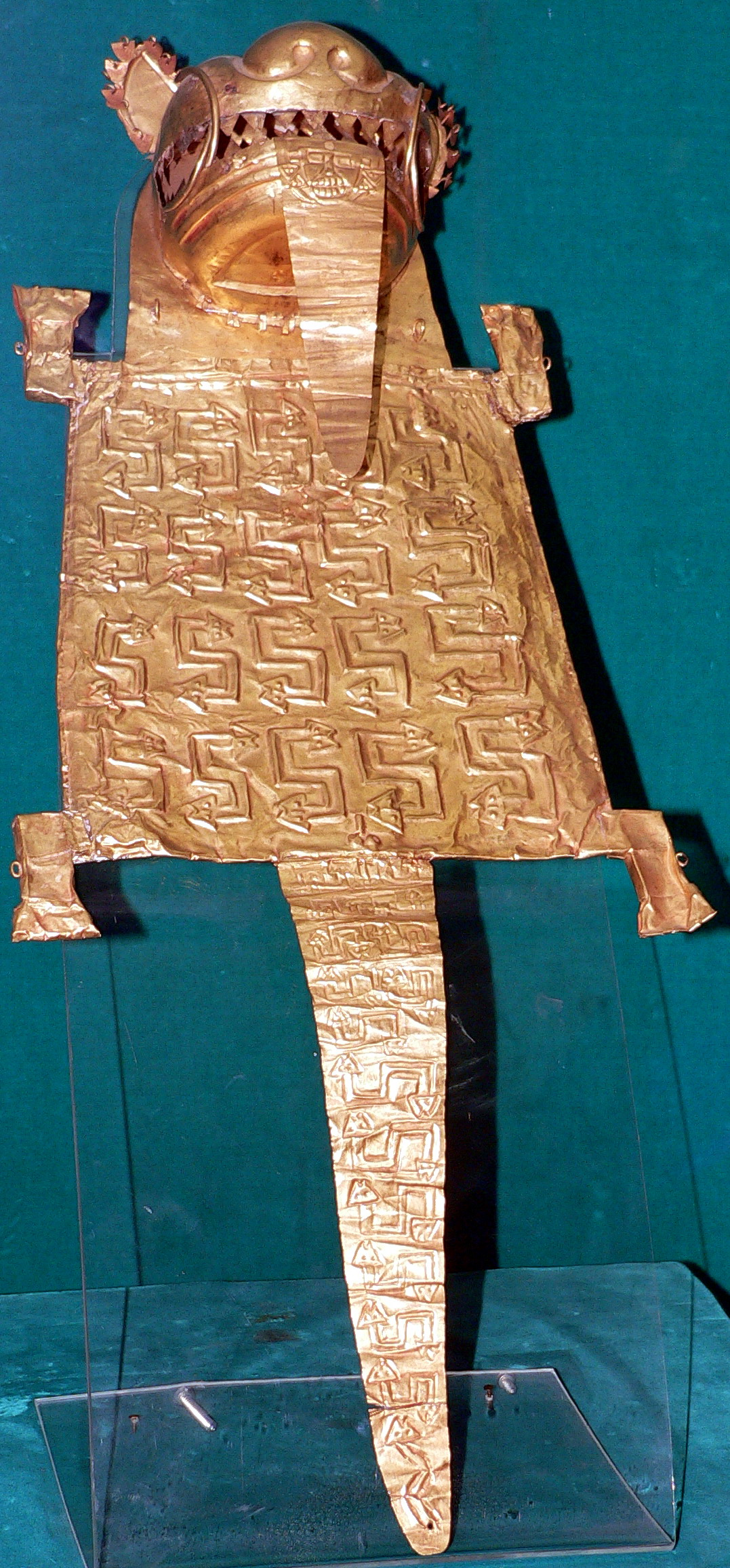
Parure de cérémonie.
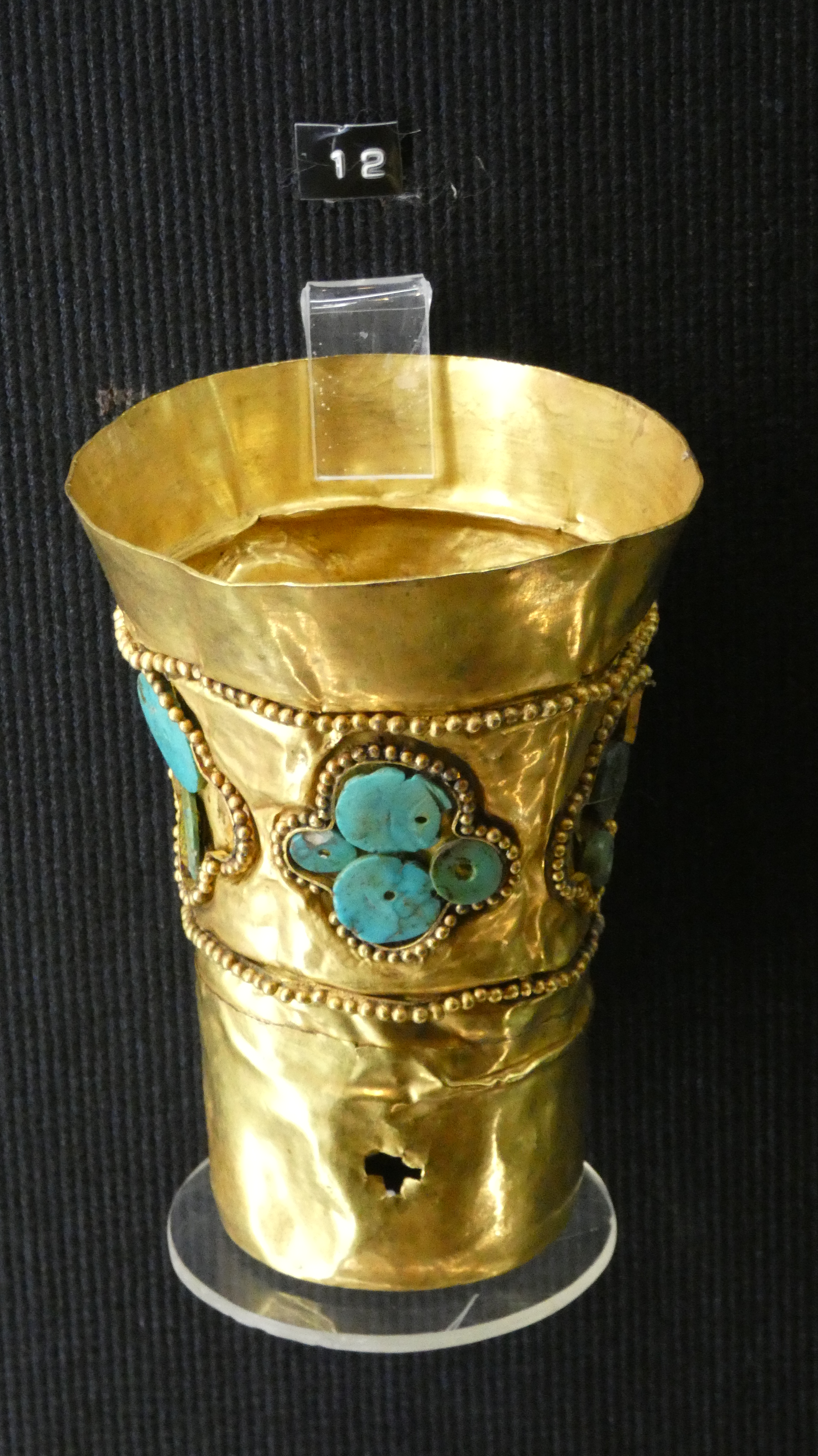
Gobelet en or.

### Les armes du monde
Grâce à ses innombrables voyages à l'étranger, Miguel Mujica Gallo a également collecté des armes dans le monde entier. La plus ancienne date du XIIIe siècle.
Vingt mille armes de tous les temps et de tous les pays sont exposées dans le musée. Cette collection est l'une des plus importantes au monde, pour sa quantité, sa qualité, son état superbe et ses célèbres porte-objets originaux.
La collection comprend également des uniformes militaires, des selles, des armures, des éperons et d'autres objets qui ont marqué le temps et rappellent les personnages de l'histoire.

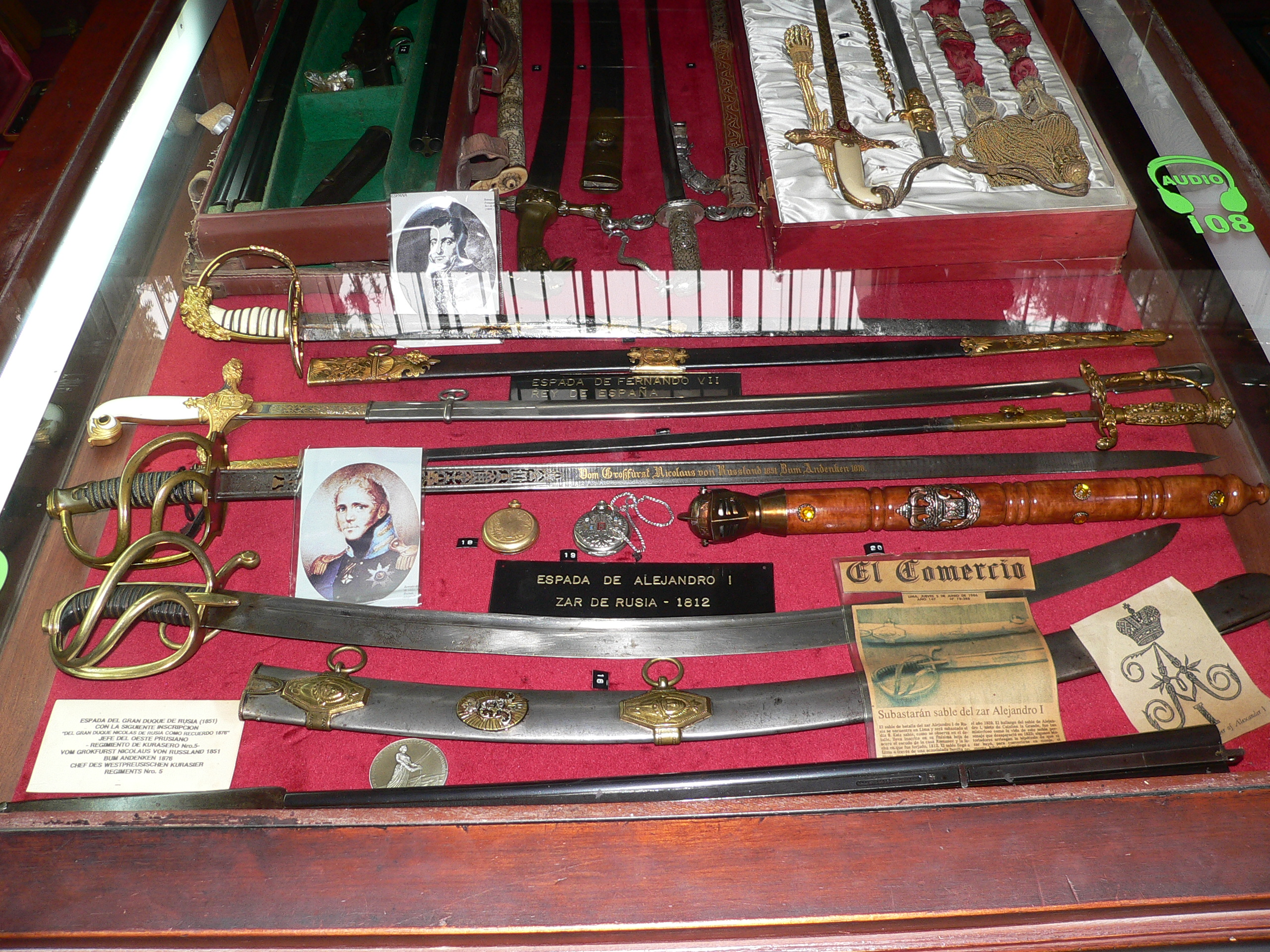
Épées d'Alexandre Ier, tsar de Russie et de Ferdinand VII, roi d'Espagne.
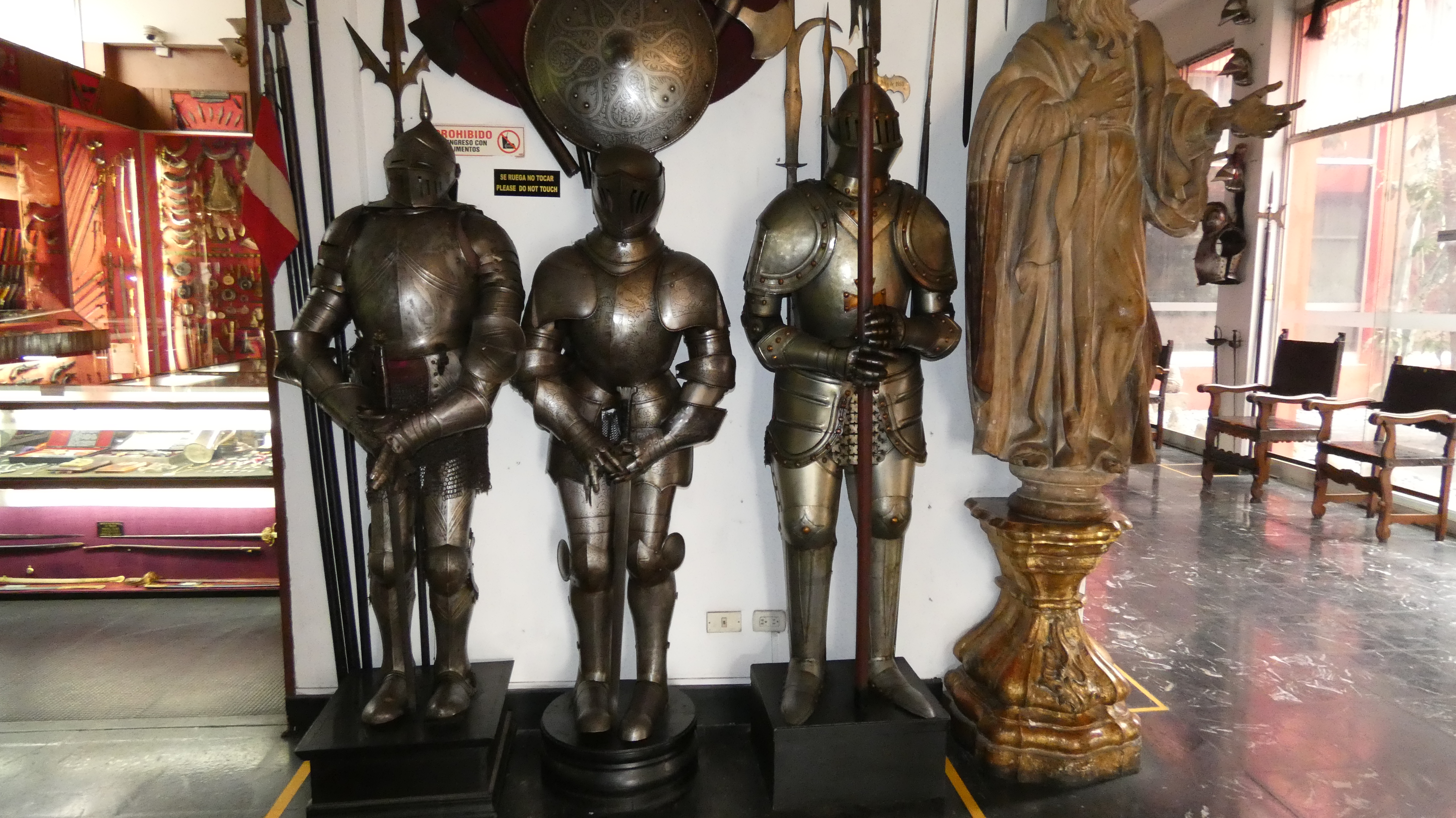
Armures
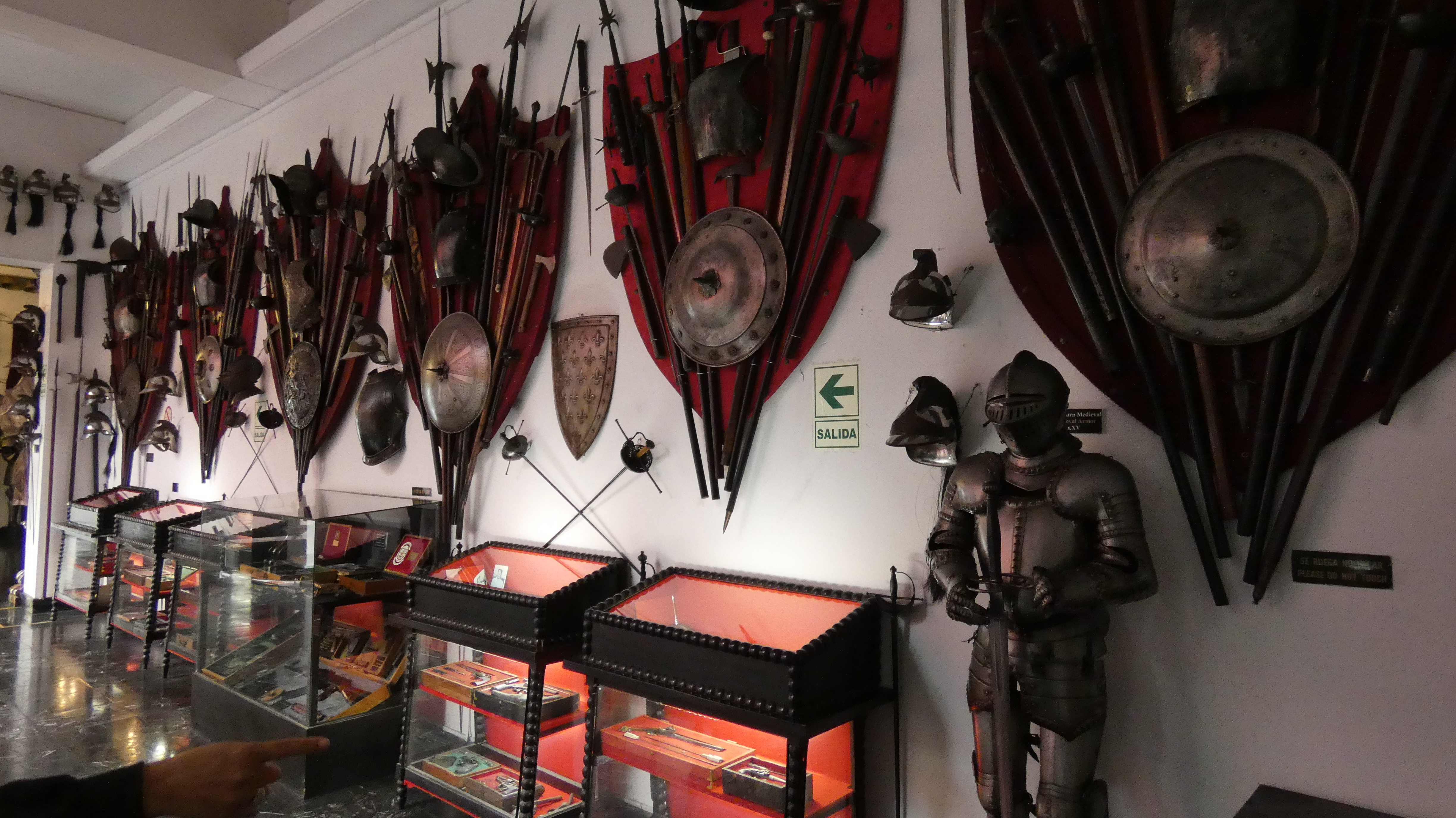
Panoplies